# Torre de Sisebuto
A Torre de Sisebuto, também referida como Torre Quadrangular de Évora, Torre da Rua Nova ou Torre da Alcárcova de Cima, é uma construção romana tardia, sita em Évora, na Rua Alcárcova de Cima.
Como componente das Muralhas e Fortificações de Évora é Monumento Nacional desde 1910, e como parte do Centro Histórico de Évora, classificado pela UNESCO como Património Mundial.
Segundo a tradição, a torre teria sido edificada pelos servos de Sisebuto, rei visigodo. Contudo, baseados em estudos da sua localização na malha urbana da cidade, bem como da forma de edificação, especialistas descobriram que, à torre, se afastava essa hipótese, propondo a sua construção pelos invasores romanos em meados do século III, colocando a sua construção original no tempo em que foi edificada, em Évora, a primeira muralha.
A torre quadrangular foi edificada no século III, sendo uma construção romana tardia, sobre uma casa datada do século I, que contava com vários frescos nas suas paredes.
Os tempos trazem a mudança e a torre não lhe ficou alheia, pelo que sofreu várias transformações, com especial realce para os períodos arquitectónicos islâmico e medieval cristão da pós-Reconquista, datando deste último período várias janelas e as abóbadas ogivais dos dois pisos cobertos. Já perto do século XX, a torre fundiu-se com o Paço dos Melos de Carvalho, sendo actualmente aproveitada para serviços hoteleiros.
A torre foi classificada como Monumento Nacional em 1920.